# Backlash (2005)
Backlash (2005) là sự kiện pay-per-view đấu vật chuyên nghiệp Backlash thứ 7 thường niên sản xuất bởi World Wrestling Entertainment (WWE), diễn ra ngày 1 tháng 5 năm 2005, tại Verizon Wireless Arena ở Manchester, New Hampshire, được tài trợ bởi Namco's Tekken 5. Có 6 trận đấu diễn ra trong sự kiện, bao gồm các đô vật đến từ Raw. Đến hiện tại, đây là sự kiện pay-per-view của WWE duy nhất tổ chức ở bang New Hampshire.
Trong sự kiện chính, Batista đánh bại Triple H trong trận đấu đơn để giành lại đai World Heavyweight Championship. Trong 5 trận còn lại thì có 2 trận nhận được nhiều lời khen hơn. Đầu tiên là trận đấu đồng đội, khi Shawn Michaels và Hulk Hogan đánh bại Muhammad Hassan và Daivari. Còn lại là Trận đấu Last Man Standing, Edge đánh bại Chris Benoit sau khi Benoit không thể đứng lên trước khi trọng tài đếm đến 10.
Backlash giúp WWE tăng ngân quỹ pay-per-view lên $4.7 triệu, nhờ việc bán vé và lượt mua pay-per-view.

## Kết quả
| # | Kết quả                                                                                         | Thể loại                                                        | Thời gian |
| --- | ----------------------------------------------------------------------------------------------- | --------------------------------------------------------------- | --------- |
| 1H | Tyson Tomko đánh bại Val Venis                                                                  | Trận đấu đơn                                                    | 05:40     |
| 2 | Shelton Benjamin (c) đánh bại Chris Jericho                                                     | Trận đấu đơn tranh đai WWE Intercontinental Championship        | 14:31     |
| 3 | The Hurricane và Rosey thắng cuộc sau khi loại La Résistance (Robért Conway và Sylvain Grenier) | Trận đấu Tag team turmoil tranh đai World Tag Team Championship | 13:43     |
| 4 | Edge đánh bại Chris Benoit                                                                      | Trận đấu Last Man Standing                                      | 18:47     |
| 5 | Kane (cùng với Lita) đánh bại Viscera (cùng với Trish Stratus)                                  | Trận đấu đơn                                                    | 06:09     |
| 6 | Hulk Hogan và Shawn Michaels đánh bại Daivari và Muhammad Hassan                                | Trận đấu đồng đội                                               | 15:05     |
| 7 | Batista (c) đánh bại Triple H (cùng với Ric Flair)                                              | Trận đấu đơn tranh đai World Heavyweight Championship           | 16:26     |
| - (c) – chỉ người vô địch bước vào trận đấu - H – chỉ trận đấu được phát sóng trước pay-per-view tại Sunday Night Heat |                                                                                                 |                                                                 |           |

Trận đấu Tag team turmoil
| Bốc thăm | Đô vật                                           | Thứ tự     | Bị loại bởi             |
| -------- | ------------------------------------------------ | ---------- | ----------------------- |
| 1        | Tajiri và William Regal (c)                      | 3          | La Résistance           |
| 2        | The Heart Throbs (Antonio và Romeo)              | 1          | Tajiri và William Regal |
| 3        | Simon Dean và Maven                              | 2          | Tajiri và William Regal |
| 4        | La Résistance (Robért Conway và Sylvain Grenier) | 4          | The Hurricane và Rosey  |
| 5        | The Hurricane và Rosey                           | Thắng cuộc | N/A                     |